# ES CON Field Hokkaido
ES CON Field Hokkaido (エスコンフィールド北海道 Esukon Fīrudo Hokkaidō) là một sân vận động bóng chày nằm tại Kitahiroshima, Hokkaido, Nhật Bản. Thuộc sở hữu và vận hành bởi tập đoàn Nippon-Ham, đây là sân nhà của CLB Hokkaido Nippon-Ham Fighters thuộc chi giải Pacific League của Giải bóng chày Chuyên nghiệp Nhật Bản (NPB) từ khi khánh thành năm 2023. Thiết kế bởi Tập đoàn Ōbayashi và Công ti kiến trúc HKS, , sân có sức chứa 35,000 khán giả. Sở hữu thiết kế kích thước sân bất cân xứng, là sân vận động có thiết kế mái đóng mở thứ hai tại Nhật Bản, và là sân thứ ba tại NPB sử dụng mặt cỏ tự nhiên. Sân là một phần của làng sân vận động Hokkaido Ballpark F Village, một tổ hợp giải trí đa chức năng được qui hoạch với các tiện nghi thương mại dich vụ đi kèm như nhà hàng và khách sạn.
Trận đấu đầu tiên trên sân này diễn ra vào ngày 30 tháng 9 năm 2023, giữa Nippon-Ham Fighters and đội khách Tohoku Rakuten Golden Eagles, khởi đầu bằng nghi lễ ném bóng với sự tham gia của các cựu HLV đội Fighters gồm Kuriyama Hideki, Nashida Masataka và Trey Hillman để kỉ niệm ngày mở cửa sân vận động này.